# Culex rageaui
Culex rageaui är en tvåvingeart som beskrevs av Hamon och Rickenbach 1955. Culex rageaui ingår i släktet Culex och familjen stickmyggor. Inga underarter finns listade i Catalogue of Life.